# Cendant
Cendant Corporation (abans Hospitality Franchise Systems o HFS) fou un proveïdor de serveis comercials i de consum amb seu a Nova York, principalment en el sector immobiliari i la indústria de viatges. El 2005 i 2006, Cendant va fer fallida i va tancar o vendre les seves empreses constituents. Encara que l'empresa estava situada a la ciutat de Nova York, la majoria dels empleats de Cendant treballaven a Parsippany-Troy Hills, Nova Jersey.